# Rząska
Rząska is een plaats in het Poolse district Krakowski, woiwodschap Klein-Polen. De plaats maakt deel uit van de gemeente Zabierzów en telt 2082 inwoners.